# Jules Férat
Jules-Descartes Férat (ur. 28 listopada 1829 w Ham, zm. 6 czerwca 1906 w Paryżu) – francuski malarz, ilustrator książek m.in. Juliusza Verne’a.